# Cupha mimicus
Cupha mimicus är en fjärilsart som beskrevs av Rothschild 1904. Cupha mimicus ingår i släktet Cupha och familjen praktfjärilar. Inga underarter finns listade i Catalogue of Life.